# Enteromius turkanae
Enteromius turkanae é uma espécie de peixe actinopterígeo da família Cyprinidae.
Apenas pode ser encontrada no Quénia.
Os seus habitats naturais são: lagos de água doce.